# Darksiders (série)
Darksiders é uma série de jogos eletrônicos do gênero ação-aventura e hack and slash desenvolvida originalmente pela Vigil Games, agora desenvolvida pela Gunfire Games e publicada pela THQ Nordic para várias plataformas. Todos os jogos da série, o enredo é baseado nos Quatro Cavaleiros do Apocalipse, do último livro do Novo Testamento Bíblico, Apocalipse. O primeiro jogo da série, sendo protagonizado por Guerra (War), o segundo por Morte (Death), o terceiro Fúria (Fury), e o quarto por Conflito (Strife), completando assim, os Quatro Cavaleiros do Apocalipse, que têm a tarefa de trazer equilíbrio ao universo.

## Jogabilidade
Os jogos da série Darksiders apresentam um estilo de jogo de RPG de ação e hack and slash. Os jogadores assumem o controle de um dos Quatro Cavaleiros do Apocalipse, com uma visão de perspectiva de terceira pessoa, cada um dos personagens oferece estilos de jogo e equipamentos únicos. No primeiro jogo, o método de luta de Guerra é usar uma espada de assinatura de duas mãos chamada Chaoseater, embora ao longo do jogo o jogador possa equipar vários outros itens, incluindo uma Foice e um revólver. Em Darksiders II, Morte usa duas foices como sua arma de assinatura e em Darksiders III, Fúria usa um chicote e magia para derrubar seus inimigos.
Todos os jogos Darksiders geralmente têm jogabilidade semelhante, pois apresentam um mundo aberto para os jogadores explorarem e uma variedade de quebra-cabeças para resolver. Os jogadores podem encontrar baús que contêm almas dos mortos, que podem usar para comprar uma variedade de itens. O jogo tem ênfase em lutas contra chefes, onde os jogadores precisam aprender seus pontos fracos para causar grandes quantidades de dano. Os jogadores também podem explorar o mundo aberto usando os próprios cavalos dos protagonistas, Guerra sendo chamado de Ruin, Morte sendo chamado de Despair e Fúria sendo chamado de Rampage.
Às vezes, o formato de jogo da série é comparado ao de Bayonetta. A THQ anunciou novo jogo da série Darksiders sem título ainda. No THQ Nordic Showcase 2024, a Gunfire Games e a THQ Nordic revelaram que um novo jogo Darksiders estava em desenvolvimento.

## Mídia relacionada
O criador de Darksiders, Joe Madureira, expressou interesse em uma possível série de histórias em quadrinhos e adaptação cinematográfica para a série. Madureira teria trabalhado em um roteiro, cujos direitos ele pretendia vender para um estúdio de Hollywood. Um romance prequela ambientado antes dos eventos de Darksiders e Darksiders II intitulado Darksiders: The Abomination Vault foi lançado em 2012. Foi seguido por uma série de quadrinhos prequela digital, intitulada Darksiders II: Death's Door, mais tarde no mesmo ano.

## Jogos Publicados
| 2010 | Darksiders                          |
| 2011 |                                     |
| 2012 | Darksiders II                       |
| 2013 |                                     |
| 2014 |                                     |
| 2015 | Darksiders II: Deathinitive Edition |
| 2016 | Darksiders: Warmastered Edition     |
| 2017 |                                     |
| 2018 | Darksiders III                      |
| 2019 | Darksiders Gênesis                  |

### Darksiders:(2010)
A primeira parcela da série, Darksiders foi lançada em 2010 para PlayStation 3, Xbox 360 e Microsoft Windows. Originalmente ambientado em uma Terra moderna, uma guerra irrompe entre o Céu e o Inferno. Guerra, um dos Quatro Cavaleiros do Apocalipse, se encontra na Terra no meio da batalha. Depois que Guerra é morto na batalha, o Conselho Charred o culpa por destruir o equilíbrio e iniciar o apocalipse. Guerra jura encontrar o verdadeiro responsável, então ele é enviado de volta à Terra, onde 100 anos se passaram, em sua busca para encontrá-los.
Uma versão aprimorada, intitulada Darksiders: Warmastered Edition, publicada pela Nordic Games, foi lançada em 22 de novembro de 2016 para PlayStation 4 e Xbox One, em 29 de novembro para Microsoft Windows e em 23 de maio de 2017 para Nintendo Wii U. Foi lançado no Nintendo Switch em 2 de abril de 2019.

### Darksiders II(2012)
A segunda parcela da série paralela ao primeiro jogo, Darksiders II, foi lançado em 2012 para Microsoft Windows, PlayStation 3, Xbox 360 e Nintendo Wii U, e desta vez com o protagonista como Morte, o segundo dos Quatro Cavaleiros do Apocalipse. Acreditando que seu irmão Guerra é inocente de seus crimes, Morte se propõe a apagar o crime pelo qual Guerra foi responsabilizado, bem como tentar ressuscitar a humanidade.
Uma versão aprimorada, intitulada Darksiders II: The Deathinitive Edition, foi lançada em 27 de outubro de 2015, para PlayStation 4 e Xbox One, e em 5 de novembro para Microsoft Windows. Uma versão para Nintendo Switch foi lançada em 26 de setembro de 2019. Foi publicada pela Nordic Games que havia adquirido os direitos da série Darksiders após a falência da THQ.

### Darksiders III(2018)
A terceira parcela da série e sequência paralela de seus antecessores, Darksiders III, foi lançado em 27 de novembro de 2018, para Microsoft Windows, PlayStation 4 e Xbox One. Mais tarde, foi lançado em 30 de setembro de 2021 para o Nintendo Switch. O jogador assume o papel de Fúria, o terceiro dos Quatro Cavaleiros do Apocalipse. Novamente em paralelo com os dois primeiros jogos, Fúria é enviada em uma missão para recapturar todos os Sete Pecados Capitais que escaparam, mas logo descobre que sua missão é uma caça ao atirador projetada para removê-la, junto com toda a humanidade, de interferir em uma rede muito mais ampla de intrigas perpetradas por todos os lados.

### Darksiders Gênesis(2019)
Um spin-off e prequel da série principal, Darksiders Genesis, é um jogo de RPG de ação com uma visão de cima para baixo que segue o quarto e último cavaleiro, Conflito, que, ao lado de seu irmão Guerra, é chamado para salvar a humanidade da destruição certa nas mãos de Lúcifer. O jogo foi lançado no Microsoft Windows e Google Stadia em 5 de dezembro de 2019. Posteriormente, foi lançado no PlayStation 4, Xbox One e Nintendo Switch em 14 de fevereiro de 2020. Ao contrário dos jogos da série principal, Genesis é desenvolvido pela Airship Syndicate, que desenvolveu anteriormente Battle Chasers: Nightwar, e compreende alguns dos desenvolvedores originais da Vigil Games.